# Ludo Schurgers
Ludo Schurgers (Bree, 15 oktober 1955) is een voormalig Belgisch wielrenner. Hij was beroepsrenner tussen 1978 en 1987.

## Belangrijkste overwinningen
1982
- Grote Scheldeprijs

## Resultaten in voornaamste wedstrijden
| Jaar | Milaan-San Remo |
| ---- | --------------- |
| 1980 | 93e             |

## Ploegen
- 1978 - Mini Flat - Boule d'Or
- 1979 - Mini Flat - V.D.B.
- 1980 - Mini Flat-Vermeer Thijs
- 1981 - Masta - Immo H. Peeters - B.B.S.
- 1982 - Masta - Puch
- 1983 - Masta - Concorde
- 1984 - TeVe Blad - Perlav
- 1985 - TeVe Blad - Perlav
- 1986 - TeVe Blad - Eddy Merckx
- 1987 - Sigma